# Jodie Lutkenhaus
Jodie L. Lutkenhaus es Profesora de Ingeniería química en la Universidad de Texas A&M. Desarrolla polímeros activos basados en reacciones de reducción-oxidación para el almacenamiento de energía y recubrimientos inteligentes. En 2019 Lutkenhaus y Karen L. Wooley descubrieron la primera batería de péptidos biodegradables del mundo. Lutkenhaus es una joven científica del Foro Económico Mundial.

## Biografía
Su familia inspiró a Lutkenhaus a estudiar ingeniería.  Su madre estudió química y su padre estudió física. Lutkenhaus estudió ingeniería química en la Universidad de Texas en Austin y se graduó en 2002. Se mudó al Massachusetts Institute of Technology, donde obtuvo su doctorado en 2007. A continuación trabajó bajo la supervisión de Paula T. Hammond en la Universidad de Massachusetts Amherst. En 2008 Lutkenhaus se unió a la facultad de la Universidad de Yale.

## Trayectoria científica
Lutkenhaus se unió a la facultad de la Universidad de Texas A&M en 2010, y fue ascendida a Profesora Asociada (Associate Professor) en 2015. Desarrolla nuevos materiales para el almacenamiento de energía y recubrimientos inteligentes, incluidos polielectrolitos y polímeros activos en reacciones de reducción-oxidación. Busca desarrollar fuentes de alimentación suaves y flexibles para dispositivos electrónicos portátiles que sean duraderos, sostenibles y eficientes.
Uno de los desafíos para el uso de polímeros en baterías es que típicamente los polímeros no son buenos para almacenar e intercambiar electrones. Lutkenhaus ha demostrado que los polímeros con radicales orgánicos son electroquímicamente activos, permitiendo una transferencia de carga durante las reacciones de reducción-oxidación rápida. En dispositivos electrónicos portátiles, estos polímeros con radicales orgánicos podrían permitir una carga rápida. Lutkenhaus ha caracterizado la velocidad de transferencia de carga en estos sistemas utilizando una microbalanza electroquímica de cristal de cuarzo. Lutkenhaus espera que las baterías futuras estén libres de materiales metálicos y que sean orgánicas y reciclables. Actualmente, solo el 5% de las baterías de iones de litio se reciclan. Lutkenhaus y Wooley demostraron que el ácido glutámico podría usarse para fabricar baterías, dando lugar a la primera batería de proteínas completamente biodegradable. Los péptidos de estas contienen compuestos activos en reacciones de reducción-oxidación, el radical estable Tempo en el cátodo y la bipiridina viológena en los ánodos.
Lutkenhaus ha estudiado el comportamiento de las películas de polímeros cuando se depositan en espacios confinados. Está desarrollando nano-láminas bidimensionales de transición carbono-metal (MXenes), hechas a base de cerámica repartida en capas. Pueden incluir distintos compuestos y grupos funcionales. Lutkenhaus está investigando cómo la estructura química y el empaquetamiento molecular influyen en las propiedades electrónicas de estos materiales. Ha demostrado que un dispositivo que combina MXene y polielectrolitos puede usarse para detectar la humedad y la presión, ya que el agua facilita la relajación de los conjuntos moleculares cargados al reducir la atracción de Coulomb.

### Premios y honores
Entre sus premios y honores destacan:
- 2011 Premio CAREER de la Fundación Nacional para la Ciencia[20]
- 2012 Premio Texas A&M Estación Experimental de Ingeniería Profesorado Joven[21]
- 2013 Premio Investigador Joven otorgado por Air Force Research Laboratory[22]
- 2014 Beca de profesorado de la sociedad Kaneka[23]
- 2014 Premio 3M al profesorado no titular[24]
- 2016 Puesto de Profesor Van Ness en el Instituto Politécnico Rensselaer
- 2018 Premio Rising Star otorgado por la American Chemical Society WCC[25]
- 2018 Puesto de Profesor Thiele en la Universidad de Notre Dame (IN, Estados Unidos)[26]
- 2018 Beca Presidencial Impacto otorgada por la Universidad de Texas A&M[27]
- 2019 Miembro Japonés-Americano-Alemán Fronteras de la Ciencia de la Fundación Kavli[28]
- 2019 Investigador Joven del Foro Económico Mundial[29]

### Publicaciones destacadas
Entre sus publicaciones destacan:
- Lutkenhaus, Jodie L.; Hammonnd, Paula (2007). «Electrochemically enabled polyelectrolyte multilayer devices: from fuel cells to sensors». Soft Matter.
- Lutkenhaus, Jodie L.; Hammonnd, Paula (2005). «Elastomeric Flexible Free-Standing Hydrogen-Bonded Nanoscale Assemblies». J. Am. Chem. Soc.
- Mike, Jared F.; Lutkenhaus, Jodie L. (2013). «Recent advances in conjugated polymer energy storage». Journal of Polymer Science, Part B: Polymer Physics.

Forma parte del consejo editorial de las revistas científicas ACS Macro Letters, Macromolecules and Scientific Reports.

## Vida personal
Lutkenhaus está casada con el ingeniero químico Ben Wilhite y tienen dos hijos. Su hermana mayor, Jessica Winter, también es científica.